# ヒミツのアイちゃん
『ヒミツのアイちゃん』は、花緒莉による日本の漫画作品。『Cheese!』（小学館）にて2009年9月号から2014年11月号まで連載された。スピンオフとして『ヒミツのヒロコちゃん』が同誌2014年6月号に番外編として掲載後、『プレミアCheese！』（同）にて2016年6月号から2022年10月号まで連載。2021年、平祐奈の主演によりFODで実写ドラマ化が決定。『Cheese!』2021年3月号にて『ヒミツのアイちゃん』の特別編が、2025年2月号にて番外編が掲載された。2025年5月時点でシリーズ累計部数は440万部を突破している。

## あらすじ
女子生徒から人気があり、男勝りな愛子が、得意のバスケでも女の子からのラブレターの数でも勝てないのは、イケメンでバスケの才能も天才的な玲欧（レオ）。
いつもいがみ合っている2人だが、愛子がバイトをすることになったメイドカフェに玲欧が来たことから少しずつ事情が狂っていく。いつもと違う格好をしている愛子に気付かない玲欧はデートを申し込み、愛子は玲欧の鼻を明かそうと画策するが……。

## 登場人物
声はボイスドラマの担当声優。
香住 愛子（かすみ あいこ）
声 - 沼倉愛美
通称・アイ。兄が3人おり、一人称は「オレ」で男勝りな性格。得意のバスケでもラブレターの数でも玲欧に勝てず、一方的に敵視している。
兄が経営するメイドカフェ「スピカ」でアルバイトをすることになり、偶然来店した玲欧に気に入られ、自分に惚れさせて振ってやろうと画策するも、最初から気付かれていたことが判明してしまう。「女子大生・戸田舞」として正体を偽って付き合っていた期間に、それまで見たことのなかった彼の一面を知り、好きになってしまう。付き合うことになった後、舞の格好をして玲欧とキスをしているところをバスケ部員らに目撃され、「玲欧と付き合っているのは舞」と勘違いされ、表向きはそれまで通り勝負をするライバル関係を続けている。
天野 玲欧（あまの れお）
声 - 伊勢文秀
17歳。身長182cm。イケメンでバスケも天才的に上手い。愛子とは毎日のように何かにつけて勝負していたが、実はずっと好意を持っており、他の男子部員が愛子に構おうとするのを「アレ（愛子）は自分のオモチャ」と言い密かに牽制していた。舞に変装していない愛子と堂々とデートをするのが夢。
北内 ヒロコ（きたうち ヒロコ）
愛子の親友。幼稚園からの幼なじみ。律希のことが好きで、後に付き合うようになる。
香住 律希（かすみ りつき）
愛子の兄（次男）。23歳。メイドカフェ「スピカ」を経営している。
尚、長男・真琴（26歳）はサラリーマン、三男・蘭治（19歳）は大学生。
森川 郁（もりかわ いくみ）
新しくスピカにバイトに入った女の子。16歳。巨乳、アニメ声。玲欧のことが好きで、わざわざ同じ学校に転校してくる。玲欧と同じクラスになり、転校初日から堂々と玲欧に告白し、女子たちから目の仇にされる。その容姿ゆえに同性から嫌われやすく、それ以前も自分を苛めてきた女子たちの彼氏や好きな人を次々に寝取ることで仕返しをしてきたため、友達はいない。
森川 巧（もりかわ たくみ）
スピカに厨房担当として新しくバイトに入った男の子。郁とは双子で、郁を守るためなら手段を選ばない。愛子と同じクラスになる。愛子と舞が同一人物であることにかなり早い段階で気付き、玲欧と付き合っていることを知りながらも、愛子に好意を持つ。

## 単行本同時収録
- てのひらの…（『Cheese!』2003年3月号増刊）
- ヒミツのアイちゃん 特別編（『Cheese!』2010年2月号）
- 番外編・ヒミツのレオくん（『Cheese! 増刊号』にて連載）
- 18までにしたい××なこと（『Cheese!』2004年12月号増刊）

## 書誌情報
- 花緒莉 『ヒミツのアイちゃん』 小学館〈Cheese!フラワーコミックス〉、全15巻
  1. 2010年1月26日発売[10]、ISBN 978-4-09-133045-1
  2. 2010年6月25日発売[11]、ISBN 978-4-09-133216-5
  3. 2010年10月26日発売[12]、ISBN 978-4-09-133545-6
  4. 2011年1月26日発売[13]、ISBN 978-4-09-133710-8
  5. 2011年8月26日発売[14]、ISBN 978-4-09-134059-7
  6. 2011年12月26日発売[15]、ISBN 978-4-09-134193-8
  7. 2012年3月26日発売[16]、ISBN 978-4-09-134380-2
  8. 2012年7月26日発売[17]、ISBN 978-4-09-134647-6
  9. 2012年11月26日発売[18]、ISBN 978-4-09-134809-8
  10. 2013年5月24日発売[19]、ISBN 978-4-09-135028-2
  11. 2013年12月26日発売[20]、ISBN 978-4-09-135527-0
  12. 2014年2月26日発売[21]、ISBN 978-4-09-135820-2
  13. 2014年6月26日発売[22]、ISBN 978-4-09-135878-3
  14. 2014年10月24日発売[23]、ISBN 978-4-09-136458-6
  15. 2015年2月26日発売[24]、ISBN 978-4-09-136898-0

- 花緒莉 『ヒミツのヒロコちゃん』 小学館〈Cheese!フラワーコミックス〉、全6巻
  1. 2016年11月25日発売[25]、ISBN 978-4-09-138786-8
  2. 2017年5月26日発売[26]、ISBN 978-4-09-139176-6
  3. 2020年1月24日発売[27]、ISBN 978-4-09-870795-9
  4. 2021年1月26日発売[28]、ISBN 978-4-09-871215-1
  5. 2021年12月24日発売[29]、ISBN 978-4-09-871411-7
  6. 2023年3月24日発売[30]、ISBN 978-4-09-871896-2

## 実写ドラマ
2020年11月5日発売の『プレミアCheese!』12月号で実写ドラマ化が発表された。2021年2月21日（20日深夜）よりFODで配信。主演は平祐奈。
2021年4月13日（12日深夜）から6月15日（14日深夜）までフジテレビのブレイクマンデー24（火曜 0:25 - 0:55、関東ローカル）で放送された。

### キャスト
- 香住愛子 - 平祐奈
- 天野玲欧 - 佐藤寛太（劇団EXILE）
- 北内広子 - 吉田志織
- 森川郁 - 大和田南那
- 森川巧 - 別府由来
- 久保建司 - 水沢林太郎
- 香住真琴 - 菅井義久
- 香住律希 - MASATO（THE BEAT GARDEN）
- 香住蘭治 - 坪根悠仁